# جمعية تحريك أهل الحديث بنغلاديش
جمعية تحريك أهل الحديث بنغلاديش هي أكبر جمعية سلفية في بنغلاديش أسسها الدكتور محمد أسد الله الغالب في سنة 1994م، وقد انتشرت فروعها واشتهرت حركتها في داخل البلاد وخارجها بنشاطاتها الدعوية وأعمالها الخيرية ومقرها الرئيسي الحالي في نودابارا، راجشاهي، بنغلاديش-

## التدرج التنظيمي في الجماعة

### مجلس الشورى العام
مجلس الشورى العام هو السلطة التشريعية لجمعية تحريك أهل الحديث، وقراراته ملزمة، ومدة ولايته سنتان. وتتضمن مهامه الإشراف العام على الجماعة وانتخاب الأمير-

## أعضاء الجمعية
المركزالإسلامي السلفي